# Rob Wasserman
Rob Wasserman (San Mateo, 1952-29 de junio de 2016) fue un bajista de rock, jazz y new age, que tocó con artistas como David Grisman, Lou Reed, Bob Weir, Jerry García, Bruce Cockburn, Van Morrison, Rickie Lee Jones, Brian Wilson, Elvis Costello, Mark Morris, Aaron Neville, Chris Whitley, Studs Terkel, Pete Seeger, Neil Young, Ani DiFranco, Banyan y Oingo Boingo. 
Conocido, también, por su trilogía de álbumes, Solo, Duets, y Trios.

## Historial
Wasserman comenzó tocando el violín y no se graduó en contrabajo y bajo eléctrico, hasta pasada la adolescencia. Estudió en el San Francisco Conservatory of Music. Trabajó, muy joven aún, con María Muldaur, Van Morrison, y Oingo Boingo. Su disco Solo (1983), le llevó a trabajar con Grisman. Los álbumes subsiguientes, Duets y Trios, facilitaron la relación con otros artistas, como Bobby McFerrin, Rickie Lee Jones, Cheryl Bentyne, Lou Reed, Stéphane Grappelli, Jerry García, Brian y Carnie Wilson, Al Duncan, Willie Dixon, Branford Marsalis, y Elvis Costello.
A pesar de sus abundantes obligaciones como músico de sesión, editó en 2000 un álbum, Space Island, que incorporaba un gran número de elementos de música contemporánea. El grupo RatDog ocupó muchos de sus esfuerzos en la década de 2000, aunque en 2005 volvió a su propio trabajo, editando Cosmic Farm.
Wasserman fue también jurado en las ediciones sexta, séptima, octava, novena y décima de los Independent Music Awards, que apoyan la carrera de jóvenes artistas.
La cantante Cindy Wasserman, de la banda Dead Rock West, es su hermana, y Sara Wasserman, su hija.

## Discografía

### Como líder
- 1983: Solo
- 1988: Duets
- 1994: Trios
- 1999: Live (directos de 1988 y 1992, grabados por Bob Weir)
- 2000: Space Island
- 2000: Evening Moods (con RatDog)
- 2001: Live at Roseland (con RatDog)
- 2005: Cosmic Farm
- 2011: Note of Hope (álbum de tributo a Woody Guthrie)

### Como acompañante
- 1982: Beautiful Vision - Van Morrison
- 1989: Flying Cowboys - Rickie Lee Jones
- 1989: New York - Lou Reed
- 1990: Mighty Like a Rose - Elvis Costello
- 1992: Magic and Loss - Lou Reed
- 1995: Naked Songs - Rickie Lee Jones
- 1996: The Charity of the Night - Bruce Cockburn
- 2011: Lulu - Lou Reed & Metallica